# یوری بلینوف
یوری بلینوف (انگلیسی: Yury Blinov؛ زادهٔ ۱۳ ژانویهٔ ۱۹۴۹) بازیکن هاکی روی یخ اهل اتحاد جماهیر شوروی سوسیالیستی بود.